# Eleição municipal de Campina Grande em 1968
A eleição municipal de 1968 em Campina Grande, assim como nas demais cidades brasileiras, ocorreu em 15 de novembro de 1968 e elegeu, o prefeito e vice-prefeito da cidade, além dos novos membros da Câmara de Vereadores.
Seis candidatos disputaram a prefeitura municipal. Destes, Severino Bezerra Cabral (sublegenda 1 da ARENA), Ronaldo Cunha Lima (MDB) e Vital do Rêgo (sublegenda 3 do MDB) polarizaram. Embora Severino Cabral obtivesse mais votos (17.568), Ronaldo foi eleito com votação inferior (13.429). Vital do Rêgo foi apenas um coadjuvante na eleição, ficando com apenas 8.415 votos. Os outros postulantes ao cargo receberam votações inexpressivas: o ex-prefeito Plínio Lemos (sublegenda 2 da ARENA) obteve 635 votos, Osmar de Aquino (sublegenda 2 do MDB), também ex-gestor municipal, angariou 312 votos, e o menos votado, Stênio Lopes (sublegenda 3 da ARENA), conquistou apenas 241. Juntos, Ronaldo, Vital e Osmar de Aquino obtiveram 22.156 sufrágios, enquanto que os prefeitáveis da ARENA receberam 18.444, resultado que definiu o triunfo ronaldista.
Empossado em 31 de janeiro de 1969, Ronaldo Cunha Lima permaneceu no cargo por apenas 2 meses, quando teve o mandato cassado. Seu vice, Orlando Almeida, assumiu a prefeitura até maio, quando o general Manoel Paz de Lima foi nomeado pelo governo estadual como novo chefe do executivo municipal, permanecendo até julho de 1970.

## Candidatos
|  | Nº | Candidato(a) a prefeito                  | Candidato(a) a prefeito                       | Candidato(a) a vice-prefeito                         | Candidato(a) a vice-prefeito                     | Coligação                                              |
|  | -- | ---------------------------------------- | --------------------------------------------- | ---------------------------------------------------- | ------------------------------------------------ | ------------------------------------------------------ |
|  |    |                                          | Severino Cabral Severino Bezerra Cabral       |                                                      | Raimundo Asfora Raimundo Yasbeck Asfora          | Em sublegenda - Aliança Renovadora Nacional (ARENA)    |
|  |    | Stênio Lopes José Stênio de Lucena Lopes |                                               | Amaury Vasconcelos Amaury Araújo de Vasconcelos      |                                                  | Em sublegenda - Aliança Renovadora Nacional (ARENA)    |
|  |    | Plínio Lemos                             |                                               | Evaldo Gonçalves Evaldo Gonçalves de Queiroz         |                                                  | Em sublegenda - Aliança Renovadora Nacional (ARENA)    |
|  |    |                                          | Ronaldo Cunha Lima Ronaldo José da Cunha Lima |                                                      | Orlando Almeida Orlando Augusto César de Almeida | Em sublegenda - Movimento Democrático Brasileiro (MDB) |
|  |    | Osmar de Aquino Osmar de Aquino Araújo   |                                               | Antônio Figueiredo Agra                              |                                                  | Em sublegenda - Movimento Democrático Brasileiro (MDB) |
|  |    | Vital do Rêgo Antônio Vital do Rêgo      |                                               | Langstaine de Almeida Langstaine de Almeida e Amorim |                                                  | Em sublegenda - Movimento Democrático Brasileiro (MDB) |

### Prefeito
| Candidato(a)           | Candidato(a)               | Vice                          | 1º turno 15 de novembro de 1968 | 1º turno 15 de novembro de 1968 |  |
| Candidato(a)           | Candidato(a)               | Vice                          | Total                           | Porcentagem                     |  |
| ---------------------- | -------------------------- | ----------------------------- | ------------------------------- | ------------------------------- |  |
|                        | Severino Cabral (ARENA-1)  | Raimundo Asfora (ARENA)       | 17.568                          | 43,27%                          |  |
|                        | Ronaldo Cunha Lima (MDB-1) | Orlando Almeida (MDB)         | 13.429                          | 33,08%                          |  |
|                        | Vital do Rêgo (MDB-3)      | Langstaine de Almeida (MDB)   | 8.415                           | 20,73%                          |  |
|                        | Plínio Lemos (ARENA-2)     | Evaldo Gonçalves (ARENA)      | 635                             | 1,56%                           |  |
|                        | Osmar de Aquino (MDB-2)    | Antônio Figueiredo Agra (MDB) | 312                             | 0,77%                           |  |
|                        | Stênio Lopes (ARENA-3)     | Amaury Vasconcelos (ARENA)    | 241                             | 0,59%                           |  |
| Total de votos válidos |                            |                               |                                 |                                 |  |
| → Votos em branco      |                            |                               |                                 |                                 |  |
| → Votos nulos          |                            |                               |                                 |                                 |  |
| Total de votos         | Total de votos             | Total de votos                | 40.600                          | 100%                            |  |
| Abstenções             | Abstenções                 | Abstenções                    | 14.056                          | 25,72%                          |  |
| Total de inscritos     | Total de inscritos         | Total de inscritos            | 54.656                          |                                 |  |

## Vereadores eleitos
| Candidato eleito             | Partido | Votação | Porcentagem | Cidade onde nasceu | Unidade federativa |
| Ary Rodrigues                | ARENA   | 2.423   | 6,61%       | Patos              | Paraíba            |
| Rafael dos Santos            | ARENA   | 1.697   | 4,63%       |                    |                    |
| Vital Ribeiro                | MDB     | 1.579   | 4,31%       |                    |                    |
| Everaldo Agra                | ARENA   | 1.504   | 4,1%        | Campina Grande     | Paraíba            |
| Hélio                        | ARENA   | 1.413   | 3,86%       |                    |                    |
| Manoel Barbosa               | MDB     | 1.364   | 3,72%       | Atalaia            | Alagoas            |
| Genésio Carvalho             | ARENA   | 1.010   | 2,76%       |                    |                    |
| Lindaci Medeiros             | MDB     | 1.002   | 2,73%       | São Mamede         | Paraíba            |
| Argemiro de Figueiredo Filho | MDB     | 995     | 2,72%       |                    |                    |
| Gumercindo Barbosa Dunda     | ARENA   | 980     | 2,67%       |                    |                    |
| Hermes Ferreira Ramos        | ARENA   | 970     | 2,65%       |                    |                    |
| Antônio Pimentel             | ARENA   | 970     | 2,65%       | Campina Grande     | Paraíba            |
| Eraldo César                 | MDB     | 953     | 2,6%        | Patos              | Paraíba            |
| Rildo Fernandes              | MDB     | 926     | 2,53%       |                    |                    |
| Nestor Alves                 | MDB     | 862     | 2,35%       |                    |                    |